# 漢密爾頓 (科羅拉多州)
漢密爾頓（英語：Hamilton）是位於美國科羅拉多州莫弗特縣的一個非建制地區。該地的面積和人口皆未知。

## 地理
漢密爾頓的座標為40°21′51″N 108°37′00″W / 40.36417°N 108.61667°W，而該地的平均海拔高度為1903米（即6243英尺）。